# Hoevestein
Hoevestein is een buurtschap  in de gemeente Roosendaal in de Nederlandse provincie Noord-Brabant. Het ligt zes kilometer ten zuidwesten van de stad Roosendaal, iets ten oosten van Wouwse Plantage.
Stad: Roosendaal      Dorpen: Heerle · Moerstraten · Nispen · Wouw · Wouwse Plantage

Buurtschappen: Akker · Boeiink · Borteldonk · Brembosch · Bulkenaar · De Rotting · Everland · Haiink · Hazelaar · Heijbeek · Hoevestein · Hollandsdiep · Hulsdonk · Kruisstraat · Nieuwenberg · Oostlaar · Plantage Centrum · Vijfhoek · Vinkenbroek · Visdonk · Vleet · Vroenhout · Wouwse Hil · Zoomvliet

Noord-Brabant: Steden en dorpen      Nederland: Provincies · Gemeenten
1. ↑  ANWB Topografische Atlas Noord-Brabant (2005) - kaart 84 87-389 
Bronnen, noten en/of referenties

ISBN 90-18-02128-8.